# Konrad, Công tước xứ Lorraine
Konrad (k. 922 – 10 tháng 8 năm 955) (tiếng Đức: Konrad der Rote) là Công tước xứ Lorraine từ năm 944 đến năm 953. Ông là một trong những người sáng lập nên Vương triều Salier.

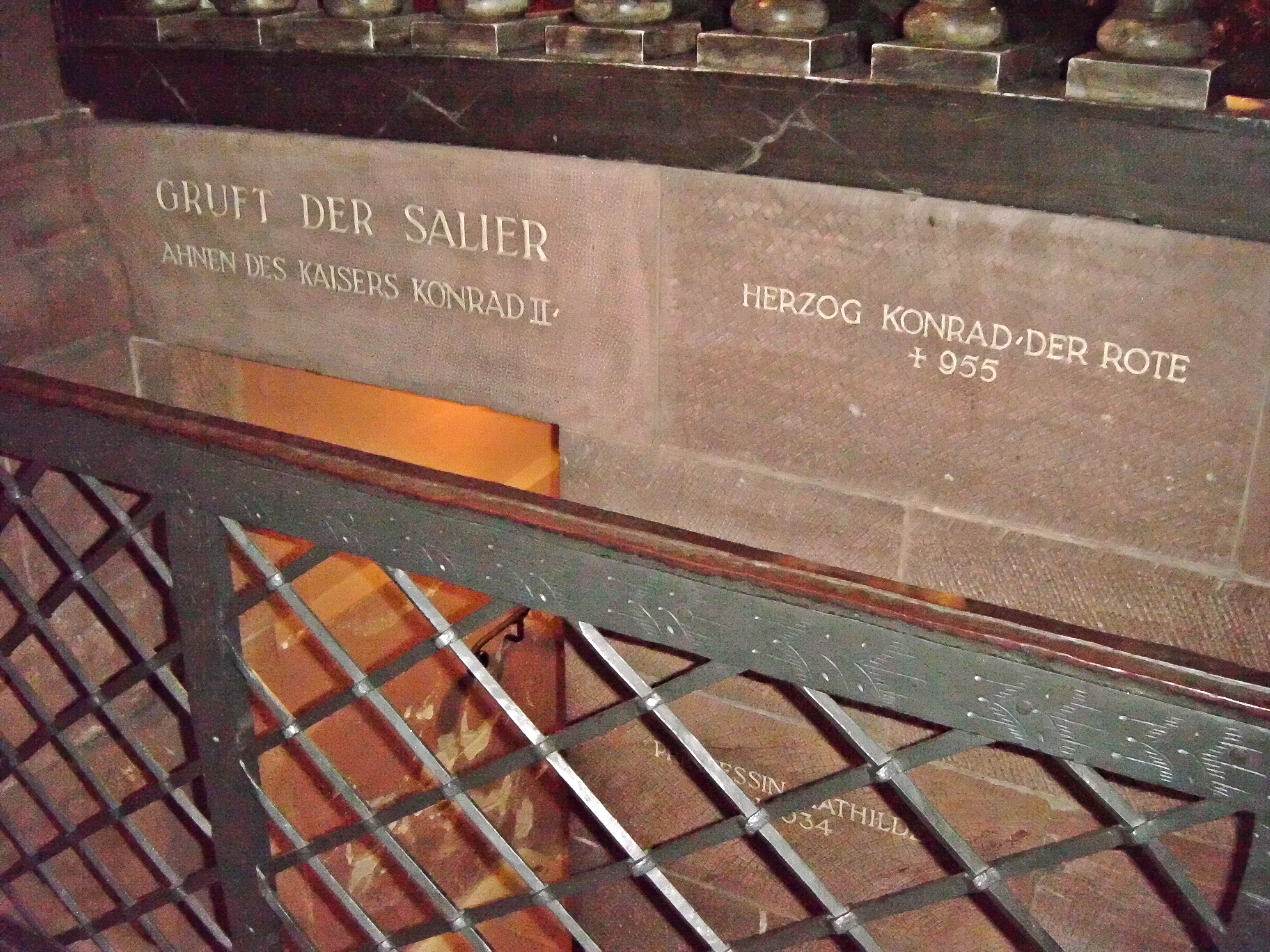
Hầm mộ Konrad trong nhà thờ Wormser